# Museu Arqueològic de Volos
El Museu Arqueològic de Volos, també conegut com a Athanasakeion Archaeological Museum of Volos, és un museu situat en la ciutat de Volos de Grècia, que alberga nombroses troballes de començaments del segle xx i les excavacions arqueològiques modernes realitzades a Tessàlia.

## Col·leccions
Les seves col·leccions en exposició inclouen joies, estris per a la llar i eines agrícoles, provinents dels assentaments neolítics de Dímini i Sesklo, així com petites estàtues d'argila i una gran varietat d'articles de l'estil geomètric, una època de grans esdeveniments heroics, com l'Expedició Argonauta i de la Guerra de Troia. També hi ha estàtues de diverses mides articulades poc comunes del període clàssic, rares esteles del període hel·lenístic amb policromia ben conservada, així com relleus de l'era paleocristiana i romana d'Orient. Altres exposicions inclouen tombes transportades en la seva totalitat dels jaciments on foren descobertes, juntament amb l'esquelet humà i les ofrenes col·locades al seu entorn.
Als afores del museu hi ha algunes reconstruccions interessants de les cases neolítiques de Dimini i Sesklo.